# Escoparona
La Escoparona es un producto natural compuesto orgánico con la fórmula molecular C11H10O4.  Se encuentra en la hierba china Artemisia scoparia  y ha sido estudiado por sus potenciales propiedades farmacológicas incluyendo la inmunosupresión y la vasodilatación.